# Lijst van olievelden
Deze lijst bevat een overzicht van de belangrijkste olievelden  in de wereld.
De lijst bevat de belangrijkste velden en bekkens waar zich deze voorkomens bevinden. Het grootst ontdekte olieveld ter wereld is Ghawar in Saoedi-Arabië heeft een geschatte initiële reserve van 75 tot 83 miljard barrels (BBOE). 

## Eenheden
Olie- en gasvoorkomens worden beschreven met verschillende eenheden, zoals de STOIIP en GIIP. Dit zijn maten voor de hoeveelheid olie of gas die zich inititieel in een veld bevond. Dit volume is nooit er helemaal uit te halen en wordt bepaald door de recovery factor.
Oliereserves worden gemeten in million/billion barrels of oil equivalent (MBOE of BBOE). Een veld met meer dan 100 miljoen barrels wordt een Big Cat genoemd.

## Olievelden
Bekende aardolievelden (in BBOE):
1. Ghawar, Saoedi-Arabië (75 – 83)
2. Burgan, Koeweit (66 – 72)
3. Lulu Esfandiar, Iran (30)
4. Bolivar, Venezuela (30)
5. Azadegan, Iran (26)
6. Chicontepec, Mexico (22)
7. Rumaila, Irak (20)
8. Zakum, Abu Dhabi (20)
9. Ahvaz, Iran (17)
10. Marun, Iran (16)
11. Gasharan, Iran (15)
12. Cantarell, Mexico (15 – 20)
13. Samotlor, Rusland (17)
14. Romashkino, Rusland (16 – 17)
15. Daqing, China (16)
16. Kashagan, Kazachstan (13)
17. Prudhoe Bay, Alaska (13)
18. Rumaila, Irak
19. Tengiz, Kazachstan (6 – 9)
20. Fahud, Oman (4,5)
21. Ekofisk, Noorwegen (3,3)
22. Brent, Verenigd Koninkrijk (2)
23. Schoonebeek, Nederland (1)
24. Yibal, Oman (1)
25. Knotty Head, Golf van Mexico (0,2 – 0,5)